# Opas trilineata
Opas trilineata is een spinnensoort in de taxonomische indeling van de strekspinnen.
Het dier behoort tot het geslacht Opas. De wetenschappelijke naam van de soort werd voor het eerst geldig gepubliceerd in 1940 door Cândido Firmino de Mello-Leitão.